# Melanomys
Melanomys (Thomas, 1902) è un genere di roditori della famiglia dei Cricetidi.

## Descrizione

### Dimensioni
Al genere Melanomys appartengono roditori di piccole dimensioni, con lunghezza della testa e del corpo tra 100 e 150 mm, la lunghezza della coda tra 71 e 106 mm e un peso fino a 74 g.

### Caratteristiche craniche e dentarie
Il cranio presenta un rostro robusto, la regione inter-orbitale converge anteriormente, mentre la scatola cranica è tondeggiante e liscia. I fori palatali sono corti. Gli incisivi superiori sono lisci, le linee dei molari sono parallele tra loro.
Sono caratterizzati dalla seguente formula dentaria:

### Aspetto
La pelliccia è corta e densa nelle popolazioni costiere mentre è più lunga e soffice in quelle montane. Il colore generale del corpo è nerastro. Il muso è appuntito. Le orecchie sono piccole e cosparse di pochi peli. Il dorso delle zampe è ricoperto di corti peli scuri. Gli artigli anteriori sono lunghi e carenati. Le dita dei piedi hanno dei ciuffi alla base degli artigli, le piante sono rivestite di squame ed hanno cinque cuscinetti carnosi. La coda è più corta della testa e del corpo ed è nerastra. Le femmine hanno 4 paia di mammelle. Sono privi di cistifellea.

## Distribuzione
Il genere è diffuso nel Continente americano dall'Honduras fino al Perù.

## Tassonomia
Il genere comprende 6 specie:
- Melanomys caliginosus
- Melanomys chrysomelas
- Melanomys columbianus
- Melanomys idoneus
- Melanomys robustulus
- Melanomys zunigae